# HD 215518
HD 215518，又名BD+51 3460，SAO 34757、HR 8661，是一颗恒星，视星等为6.55，位于銀經104.21，銀緯-5.69，其B1900.0坐标为赤經22h 40m 38.9s，赤緯+51° -5.69′ 29″。